# Samta Party
Le Samata Party (SAP) (en hindi समता पार्टी, « parti de l'égalité », parfois aussi Samata Party) est un parti politique en Inde, initialement formé en 1994 par George Fernandes et Nitish Kumar. Il est une émanation du Janata Dal, le prétendu castisme de ce dernier étant la raison donnée de la scission. D'inspiration socialiste, le parti a un temps exercé une forte influence sociale et politique dans le Nord de l'Inde, en particulier dans le Bihar. En 2003, la majorité du parti fusionne avec le Janata Dal (United), mais une minorité continue à fonctionner sous le nom de Samta Party.

## Histoire
Lors des élections législatives de 1996, le Samta Party forme une alliance avec le Bharatiya Janata Party et remporte huit sièges, dont six dans le Bihar, un dans l'Uttar Pradesh et un dans l'Odisha. Avant l'élection, le parti était enraciné seulement dans le Bihar. Lors des élections législatives de 1998, de nouveau allié avec le Bharatiya Janata Party, il remporte douze sièges, dix dans le Bihar et deux dans l'Uttar Pradesh.

## Fusion avec le Janata Dal (United)

### La fusion
En Octobre 2003, George Fernandes, président du parti, annonce que le parti va fusionner avec le Janata Dal (United). Le Janata Dal (United) fait alors partie de l'Alliance démocratique nationale, la coalition au pouvoir. Une minorité du parti, dirigée par Brahmanand Mandal, refuse de suivre le mouvement. La Commission électorale indienne décide alors que la fusion n'est pas techniquement complète et une faction est donc autorisée à fonctionner sous le nom de Samta Party sous la direction de Brahmanand Mandal.

### Retour de George Fernandes
Il a été rapporté que George Fernandes était en colère contre Nitish Kumar parce que Sharad Yadav avait été élu président du Janata Dal (United) et qu'il croyait que cette humiliation venait de Kumar. D'autres éléments indiquent que Fernandes a fait revivre le Samta Party parce qu'il estimait que le rang et l'apport du parti étaient oubliés dans la fusion. Il revient donc dans le parti en 2007.

## Idéologie
Le parti a pour idéologie le socialisme, en particulier celui prôné par Ram Manohar Lohia

## En politique
Lors des élections législatives de 2009 pour l'élection de la 14ème Lok Sabha (2009-2014), le Samta Party dispute 11 sièges et n'en gagne aucun. Il obtient un total de 31 324 votes, ce que ne représente que 0,02% du nombre total de votes.
Lors des élections de 2014, le parti refuse toute alliance, déclarant qu'il ne s'alliera avec le Congrès national indien à aucun prix.